# Суратская алмазная биржа
Суратская алмазная биржа (англ. Surat Diamond Bourse) — алмазный торговый центр, расположенный в районе DREAM City в Сурате (штат Гуджарат, Индия), спроектированный архитектурной фирмой Morphogenesis. Это крупнейший в мире алмазный торговый центр с площадью 660 000 квадратных метров (7 100 000 квадратных футов), а также крупнейшее в мире офисное здание. Действующим председателем является Говинд Дхолакия, а генеральным директором — Махеш Гадхави.

## История
15 февраля 2015 года бывший главный министр Гуджарата Анандибен Патель заложил первый камень в фундамент комплекса, а также Алмазного исследовательского и торгового центра. Хотя пандемия COVID-19 замедлила ход строительства, темпы были увеличены после снятия ограничений. Основная структура комплекса была завершена в мае 2022 года, а строительство полностью — 26 июля 2023 года. Суратская алмазная биржа была официально объявлена самым большим офисным зданием в мире, превзойдя 22 августа 2023 года в книге рекордов Гиннесса Пентагон. Комплекс должен был быть открыт премьер-министром Нарендрой Моди в ноябре 2023 года, но из-за некоторых внутренних работ открытие было отложено и произошло 17 декабря 2023 года.